# Lendwirbel
Der Lendwirbel (Schreibweise im Logo: LEND WRBL) ist eine soziale Bewegung, die seit 2007 ein soziokulturelles Fest im 4. Grazer Bezirk Lend und in angrenzenden Stadtteilen als Frühlingserwachen durchführt. Das Fest findet alljährlich etwa während einer Woche um Anfang Mai auf Plätzen, Straßen, dem Volksgarten und mitunter der Murinsel statt. Ansässige Wirte unterstützen das Fest, auch Indoors finden einzelne Veranstaltungen statt. Das Fest ist Ausdruck des allgemeinen Anliegens, den öffentlichen Raum gemeinsam zu nutzen, um positive Impulse für das Zusammenleben zu setzen.

## Entstehung
Die Aktivität entstand aus der Motivation, öffentlichen Raum gemeinsam (temporär) zu gestalten und zu bespielen. Die Ausformung der Aktivität steht in starker Verbindung mit sozialen Netzwerken im Stadtteil. So entstand der Lendwirbel innerhalb einer kleinen Gruppe von Menschen. Durch das organische Wachstum des sozialen Netzwerkes über die Jahre bildete sich der Charakter der Wandlungsfähigkeit des Lendwirbels heraus. Der „Lendwirbel“ besteht aus einem sich ständig verändernden sozialen Netzwerk von Menschen mit dem gemeinsamen Anliegen, den städtischen Raum zu nutzen und dadurch Teil einer öffentlichen Auseinandersetzung zu sein. Es geht um die Frage: Wie kann der Lebensraum gestaltet werden und wie kann das Zusammenleben bestmöglich funktionieren? Das Lendwirbel-Netzwerk ist rasch gewachsen und hat sich zu einer Art sozialen Bewegung formiert. Damit spiegelt das Netzwerk die Vielfalt der Gesellschaft wider und beruht auf der Kreativität und dem Wissen der beteiligten Menschen.

## Prinzipien
Teilhabe, Mitgestaltung und weitestgehende Selbstverantwortung sind zentrale Prinzipien. Spontanität, Überraschungen, die Überwindung von sozialen Grenzen prägen das Fest, in dem alle Teilnehmenden eine wesentliche Rolle spielen und die Grenzen zwischen Produzenten und Konsumenten aufgehoben werden sollten. Damit einher geht auch die Ablehnung von kommerziellen Verwertungsinteressen. Im Jahr 2009 erfolgte die Entscheidung, dass Stadtteilfest dezentral an verschiedenen Orten abzuhalten und auf eine zentrale Bühne zu verzichten um eine Eventisierung zu verhindern. Die Vorbereitung des Stadtteilfestes findet vor allem über Vernetzungstreffen statt. Über Ehrenamtlichkeit und freiwilligem Engagement findet die Umsetzung statt. Im Jahr 2011 wurden die Anliegen vom Netzwerk in einem Manifest niedergeschrieben.
In den Monaten vor jedem Lendwirbel finden für Interessierte offene Netzwerktreffen statt, die organisierenden Personen bleiben namentlich im Hintergrund. Netzwerktreffen fanden etwa statt in der Bürogemeinschaft Püro Mariahilfergasse 24, dem Orpheum, einen temporär nachgenutzten Geschäftslokal Volksgartenstraße 4.

## Aktivitäten und Projekte
Unterschiedliche Formate bestimmen den Lendwirbel: Musik, Diskurse, Symposien, künstlerische Projekte, Kunst im öffentlichen Raum und soziokulturelle Aktivitäten finden in diesem Rahmen statt. Seit 2007 wurden hunderte Projekte im Rahmen des Lendwirbels umgesetzt und damit nachhaltige Veränderungen im Stadtteil initiiert. Dabei wird auch selbstkritisch reflektiert, inwieweit eine Aufwertung des Stadtteils zu Formen von Gentrifizierung führt. Am 15. Oktober 2011 fand am Tag der Empörung die Eröffnung vom Hier ist Platz statt. 2014 fand die Stadtteilkonferenz Lend 2020 statt. Im Rahmen dieser Bottom-Up Konferenz wurde die gewünschte Entwicklung des Stadtteils in den nächsten Jahren diskutiert.
Der Lendwirbel tangiert auch das Annenviertel; die Annenstraße liegt mit ihrer Nordseite im Bezirk Lend, die südliche Häuserzeile liegt im Bezirk Gries.

## Motto des Lendwirbels über die einzelnen Jahre
| Jahr | Termin                                                                   | Dauer (Tage) | Motto                                                    | Anmerkung                                                                             | Dokumente                          |
| ---- | ------------------------------------------------------------------------ | ------------ | -------------------------------------------------------- | ------------------------------------------------------------------------------------- | ---------------------------------- |
| 2007 | April – Mai                                                              |              | Lendwirbel                                               |                                                                                       | Eröffnungsfest der Haarschneiderei |
| 2008 | April – Mai                                                              | 1            | Die Blockparty im Lend                                   |                                                                                       |                                    |
| 2009 | April – Mai                                                              |              | Die Blockparty im Lend                                   |                                                                                       | [ 3 ]                              |
| 2010 | April – Mai                                                              |              | Am Boden bleiben und Abgehen                             |                                                                                       |                                    |
| 2011 | 7. – ? Mai                                                               |              | Ein Zustand                                              |                                                                                       | [ 4 ]                              |
| 2012 | April – Mai                                                              |              | Aufbruch ins Wesentliche!                                |                                                                                       | [ 5 ]                              |
| 2013 | Fr 3. – Sa 4. + Mi 8. – Sa 11. Mai 2013                                  |              | Stell dir vor es wäre kein Lendwirbel und alle gehen hin | Auftakt: Flohmarkt Annenstraße; Bikepolo am Lendplatz, Gassenradio von Radio Helsinki | [ 6 ] [ 7 ] [ 8 ] [ 9 ] [ 10 ]     |
| 2014 | April – Mai                                                              |              | Unter freiem Himmel                                      | Logo noch: LEND WIRBEL (mager)                                                        | [ 11 ]                             |
| 2015 | April – Mai                                                              |              | Was bleibt im Lendeffekt?                                | Logo schon: LEND WRBL                                                                 | [ 12 ]                             |
| 2016 | 2.–7. Mai                                                                | 6            | Ein Spielfeld                                            |                                                                                       | [ 13 ]                             |
| 2017 | Sa 29. April Schlagergarten Gloria, Bikepolo Turnier + Di 2. – So 7. Mai | 7            | offlend                                                  | keine Veröffentlichung des Programms im Internet                                      | [ 15 ]                             |
| 2018 | Mo 7. – So 13. Mai                                                       | 7            | ?                                                        | erhöhte Gebühren des Magistrats für Platzbenutzung                                    |                                    |
| 2019 | So 28. April – So 5. Mai                                                 | 8            | ?                                                        |                                                                                       |                                    |
| 2020 | Fr 1. – So 10. Mai                                                       | 10           | ?                                                        | Kultur in Zeiten der Krise (Covid-19)                                                 |                                    |
| 2024 | 27.(?) April – Mai                                                       | ?            | ?                                                        | Volksgarten: Bikepolo und Schlagergarten Gloria, ...                                  |                                    |

## Publikationen
Literatur
- Ein Sammelwerk – Lendwirbel Zeitung 2011 (Zusammenarbeit aus der ansässigen Gemeinschaft)
- Ortsentwürfe - Urbanität im 21. Jahrhundert (Hrsg.: Bastian Lange, Gottfried Prasenc, Harald Saiko) Jovis Verlag 2013

Film, Video
- Lendwirbel der Film 2011 (Zusammenarbeit aus der ansässigen Gemeinschaft)